# Hot Dance Airplay

Logo von Billboard

Hot Dance Airplay ist der Name einer Airplay-Hitliste, die von Billboard erstellt wird. Die Charts orientieren sich an den Airplay-Einsätzen in der elektronischen Musik.

## Geschichte
Das Billboard-Magazin nahm seine erste Entwicklung für die Hot Dance Airplay-Charts, als sich Radiostationen Anfang der 2000er vermehrt an Elektronischer Musik orientierten. Die Airplay-Einsätze in den Radiostationen werden von Billboard ausgewertet und dann die Charts erstellt. Der erste Nummer-eins-Hit war am 17. Oktober 2003, als Billboard die Charts erstmals veröffentlichte, Just the Way You Are von Milky.

## Rekorde
Künstler mit den meisten Nummer-eins-Hits:
1. Rihanna – 11
2. Madonna – 7
2. David Guetta – 7
3. Katy Perry – 5
5. Justin Timberlake – 4
5. Britney Spears – 4
5. Ellie Goulding – 4